# Роган-Шабо, Шарль-Мари-Розали де
Шарль-Мари-Розали де Роган-Шабо (фр. Charles-Marie-Rosalie de Rohan-Chabot; 9 июля 1740, Париж — август 1823, Лондон), граф де Жарнак — французский генерал.

## Биография
Третий сын графа Ги-Огюста де Рогана-Шабо и Ивонн-Сильви дю Брей де Ре. Его восприемниками при крещении были герцог де Рошешуар и Шарлотта-Розали де Шатийон, герцогиня де Роган.
Первоначально титуловался виконтом де Шабо. Графство Жарнак получил в силу субституции, утвержденной Генриеттой-Шарлоттой Шабо в 1751 году в пользу Луи-Огюста де Рогана-Шабо и его наследников. После смерти кузена в 1758 году Шарль-Мари-Розали унаследовал титул с условием принятия имени и герба дома Шабо исключительно.
В это время графство Жарнак состояло из «15 приходов и двух анклавов, в совокупности насчитывавших 115 деревень, 45 знатных вассалов и 11 000 жителей. Правосудие отправляли судья, 12 прокуроров и секретарь».
В 1754 году поступил на службу мушкетером, в 1758-м получил роту в Королевском Иностранном полку, которым командовал его брат. В декабре 1762 стал полковником драгунского полка Жарнака. Бригадир драгун (1.03.1780), кампмаршал (5.09.1781). 
В 1780-е годы был третьим командующим в области Они и провинциях Сентонжа и Ангумуа, а в начале 1789 года в качестве инспектора 15-й кавалерийской дивизии поддерживал порядок в пострадавших от неурожая провинциях.
В том же году должен был получить чин генерал-лейтенанта, но этому помешала начавшаяся революция. В конце 1790 года граф покинул Францию, перебравшись на родину своей второй жены в Ирландию. В 1792 году вступил в армию принцев, в составе которой воевал до 1794 года. Графство Жарнак было в 1793 году конфисковано республиканскими властями.

## Семья
1-я жена (17.12.1759): Гийонна-Иасента де Пон-Сен-Морис (ум. 1761), дочь графа Шарля-Филиппа де Пон-Сен-Мориса и Мари-Шарлотты Лальман де Бе. Умерла при родах
Дочь:
- Аделаида-Луиза-Гийонна де Шабо (17.01.1761—21.01.1805). Муж (12.05.1778): маркиз Бонифас-Луи-Андре де Кастеллан (1758—1837)

2-я жена (27.12.1776): Элизабет Смит (ум. 23.11.1843)
Дети:
- Луи-Ги-Шарль-Гийом де Шабо (7.10.1780—07.1875), граф де Жарнак. Жена (1809): Изабелла Фитц-Джеральд, дочь герцога Лейнстера
- Каролин-Сильви де Шабо (4.09.1790—10.04.1792)